# برايان فورد (لاعب اتحاد الرغبي)
برايان فورد (بالإنجليزية: Brian Ford) هو لاعب اتحاد الرغبي نيوزيلندي، ولد في 10 يوليو 1951 في كايكورا في نيوزيلندا.